# Jesús Bienvenido
Jesús Bienvenido Saucedo (Cádiz, 12 de agosto de 1976) es un cantante y compositor español, autor de comparsas y chirigotas, muy ligado al Carnaval de Cádiz.

## Trayectoria artística
Desde 1990 participa en el Carnaval de Cádiz, primero con la chirigota infantil "Buscando un tipo desesperadamente" con Tino Tovar y Juan Contreras Pinto; pasarían a categoría juvenil y en 1996 a la de adultos con "Los Callejeros", pasando por diversas agrupaciones hasta 2024 y obteniendo numerosos premios. 
En 2010 publica el disco con colaboración de otros artistas: El Callejón de los Santos, en el que participan artistas como Manuel Carrasco, Pasión Vega, India Martínez, David DeMaría, Javier Ruibal o David Palomar y versionan algunos de sus temas relacionados con el Carnaval.
Como cantautor publica el disco Sean Bienvenidos en 2017, en el que interpreta sus propias canciones. Como compositor para otros artistas destaca principalmente su colaboración con Pasión Vega, para la que ha compuesto una veintena de temas.
En otra de sus facetas ha presentado obras de teatro como "El Balsero" (2020), de la que se edita un disco. Otros espectáculos son "Tango A3" junto a Jesús Lavilla y Lucía Millán, un homenaje al tango argentino; y "El Rámper" (2022), un personaje circense. Más recientemente presenta el espectáculo "4 Suites de Momo", con un repertorio que surge de cuatro de sus obras de carnaval, con el sonido y la personalidad de una banda como The Agapornis, que destaca por interpretar un estilo marcado por el funk y el soul, en 2024 publica un disco en vinilo sobre este espectáculo.
En 2025 gana el primer premio de comparsas en el Carnaval de Cádiz con su obra Las ratas.

## Discografía

### Relacionada con el Carnaval de Cádiz y otros espectáculos
- Los Mendas-Lerendas (2008)
- Los Trasnochadores (2009)
- Los robó de cocina (2009)
- El Callejón de los Santos (2010)
- Los Santos (2010)
- Circo de Los Currelantes (2011)
- Los del piso de abajo (2013)
- Los Imprescindibles (2015)
- La Comunidad (2016)
- Los Irracionales (2017)
- El Balsero (2020)
- El Rámper (2022)
- 4 Suites de Momo (2024)
- Las Ratas (2025)

### Como Jesús Bienvenido
- Sean Bienvenidos (2017)

## Trayectoria en el Carnaval de Cádiz

### COAC Adultos
| Año  | Agrupación            | Puesto |
| ---- | --------------------- | ------ |
| 2025 | Las Ratas             | 1      |
| 2017 | Los irracionales      | 1      |
| 2016 | La comunidad          | (SF)   |
| 2015 | Los imprescindibles   | (SF)   |
| 2013 | Los del piso de abajo | (SF)   |
| 2011 | Los currelantes       | 2      |
| 2010 | Los Santos            | 1      |
| 2009 | Los trasnochadores    | 3      |
| 2008 | Los mendas lerendas   | 2      |

SF = Semifinalista

#### Otros premios:
- Premios Coplas para Andalucía: 2016, 2025
- Aguja de oro (4): 2008, 2015, 2017, 2025.[9]

### COAC infantil
| Año  | Agrupación               | Puesto |
| ---- | ------------------------ | ------ |
| 2025 | Las maleducadas          | 2      |
| 2024 | Las hijas de Neptuno     | 1      |
| 2023 | Las del patio de mi casa | 1      |